# Comté de Marengo
Pour les articles homonymes, voir Marengo.
Le comté de Marengo est un comté des États-Unis, situé dans l'État de l'Alabama.
Siège : Linden. Plus grande ville : Demopolis.

## Démographie
| 1820  | 1830  | 1840   | 1850   | 1860   | 1870   | 1880   | 1890   |
| ----- | ----- | ------ | ------ | ------ | ------ | ------ | ------ |
| 2 933 | 7 700 | 17 264 | 27 831 | 31 171 | 26 151 | 30 890 | 33 095 |

| 1900   | 1910   | 1920   | 1930   | 1940   | 1950   | 1960   | 1970   |
| ------ | ------ | ------ | ------ | ------ | ------ | ------ | ------ |
| 38 315 | 39 923 | 36 065 | 36 426 | 35 736 | 29 494 | 27 098 | 23 819 |

| 1980   | 1990   | 2000   | 2010   | - | - | - | - |
| ------ | ------ | ------ | ------ | - | - | - | - |
| 25 047 | 23 084 | 22 539 | 21 027 | - | - | - | - |

### Comtés limitrophes
| Comté de Sumter  | Comté de Greene, Comté de Hale | Comté de Perry  |
| Comté de Choctaw | Comté de Marengo               | Comté de Dallas |
| Comté de Choctaw | Comté de Clarke                | Comté de Wilcox |